# 紫楠
紫楠（学名：Phoebe sheareri）为樟科楠属下的一个种。

## 扩展阅读
- 維基物種上的相關：紫楠